# Paris - When It Sizzles
Paris - When It Sizzles, ook bekend als Together in Paris, is een film uit 1964 onder regie van Richard Quine. De film is gebaseerd op een verhaal van Julien Duvivier en Henri Jeanson.

## Verhaal
Richard Benson werkt als scenarioschrijver en is een echte rokkenjager. Hij moet nu binnen drie dagen een compleet scenario schrijven. Hij neemt secretaresse Gabrielle Simpson aan om hem te helpen. Ze zijn elkaars tegenpolen, maar wanneer ze werken aan het scenario, beginnen ze elkaar langzamerhand aantrekkelijk te vinden...

## Rolverdeling
| Acteur           | Personage           |
| ---------------- | ------------------- |
| William Holden   | Richard Benson/Rick |
| Audrey Hepburn   | Gabrielle Simpson   |
| Tony Curtis      | Maurice/Philippe    |
| Mel Ferrer       | Meneer Hyde         |
| Marlene Dietrich | Cameo               |